# Terezinha Rêgo
Terezinha de Jesus Almeida Silva Rêgo (São Luís, 5 de fevereiro de 1933 — 3 de maio de 2024) foi uma professora, pesquisadora e importante educadora da Universidade Federal do Maranhão.
Atuou no ensino de Botânica, além de ter realizado uma grande pesquisa sobre vegetais de uso medicinal que estavam passíveis de extinção. Trabalhou no estudo da flora amazônica existente no Maranhão, o que lhe permitiu atuar na manipulação de medicamentos utilizados em tratamentos com uso de plantas. Esse trabalhou serviu de inspiração ao lançamento do projeto maranhense Farmácia Viva.

## Vida

### Primeiros anos
Nascida em São Luís, no dia 5 de fevereiro de 1933, era filha de Joaquim Pedro da Silva e Francisca da Conceição Almeida Silva.
Foi aluna do Primário e do Ginásio no Colégio Rosa Castro, onde começou a desenvolver o gosto pelas ciências e pelas plantas. Os estudos secundaristas foram feitos no Liceu Maranhense.
Sua família era dona de uma fazenda no município de Cajapió. Seu avô foi coronel do exército e secretário de Estado, e era muito interessado no tratamento através das plantas, sempre indagando às pessoas o que tomavam para a cura de alguma doença. O avô foi uma grande inspiração para sua carreira, além de seu incentivador, tendo lhe dado sua primeira balança para pesar os materiais coletados nas pesquisas para preparação de medicamentos.
Em 1955, ingressou no curso de graduação em Farmácia e Bioquímica (instituição isolada federal que passaria a integrar a Universidade Federal do Maranhão, criada em 1966), tendo se formado em 1957. Durante a faculdade, foi professora de Botânica dos principais colégios maranhenses (Rosa Castro, Liceu Maranhense, Santa Teresa).
Durante a graduação, Terezinha ia para os bairros da periferia fazer levantamentos das doenças mais comuns e trazia as plantas que já eram conhecidas e estudadas para um determinado tipo de tratamento, ao considerar a dificuldade das pessoas carentes de acesso à farmácia, por medicamentos serem muito caros. A partir da seleção das plantas, extraía o princípio ativo para fazer os medicamentos naturais. Havia uma também uma preocupação com as pessoas que vinham do interior acostumadas a tratar doenças com ervas e não encontravam as mesmas plantas na capital, tendo promovido a instalação de hortas medicinais.

### Carreira acadêmica
Terezinha reconhecia a eficácia maior dos medicamentos alopáticos, que davam respostas mais rápidas, mas ponderava que seus efeitos colaterais eram mais fortes que os fitoterápicos, que poderiam ser utilizados no tratamento de algumas doenças.
Em 1959, vai para a Universidade de São Paulo cursar o doutorado em Botânica Geral, retornando em 1965 para São Luís.
A pesquisadora alcançou o título de livre-docente em Botânica Geral após três anos na Universidade de São Paulo (USP), como bolsista da Capes, tendo concluído sua tese “Contribuição do reconhecimento morfológico e anatômico de Tagetes minuta L” em 1977, a qual foi defendida na Universidade Federal do Maranhão, tornando-se professora do Departamento de Farmácia da Universidade.
Ao longo de sua carreira acadêmica, publicou diversos livros, relatórios e artigos, tais como: “50 chás medicinais da flora maranhense” e “Fitogeografia das plantas medicinais no Maranhão”, “Levantamento da flora da baixada maranhense” (1977); “Análise das características fundamentais da Pré-Amazônica” (1980); “Plantas medicinais da flora maranhense” em cadernos de pesquisas da UFMA, 1985 e na “Acta Amazônica” (1977).
Em janeiro de 1984, criou o herbário “Ático SEABRA" da UFMA, onde foram catalogadas 10 800 espécies que caracterizam a flora do estado do Maranhão, com apoio do CNPq (Conselho Nacional de Desenvolvimento Científico e Tecnológico). Foram lançados 48 produtos, entre tinturas, pomadas e xaropes.
Também era especializada em fitoterapia pela Universidade de Havana, em Cuba, além de possuir formação em Curso de Química Toxicológica de Urgência, 1970; Curso de Biologia, 1970; Curso de Atualização em Análise de medicamentos, no “I Congresso Maranhense de Farmacêuticos”, 1974; Curso de Sistemática Botânica, 1976; Curso de Anatomia Vegetal, 1982, em Brasília.
Aposentou-se da universidade em 1991, mas continuou atuando como assessora entre 1999 e 2021, continuando com pesquisas, conferências, aulas, e atividades no Herbário “Ático Seabra”, 

### Reconhecimento
Dentre seus principais trabalhos. estão três medicamentos fitoterápicos estão a Essência de Cabacinha, o Xarope de Urucum e a Tintura de Assa-Peixe. A Essência de Cabacinha é fruto do trabalho de 20 anos de pesquisa, sendo utilizado para tratamento de sinusite, rinite e problemas na adenoide por meio da infusão do fruto da cabacinha em álcool. Terezinha Rego também realizou pesquisas sobre a chanana, uma flor amarela que tem uma substância energética que pode ser utilizada pra melhora do sistema imunológico, tendo seu componente sido usado no tratamento do câncer no Hospital Aldenora Bello, em São Luís.
A partir de 2001, universidades chinesas passaram a manter intercâmbio com a Universidade Federal do Maranhão (UFMA), tendo o xarope de urucum sido utilizado no combate à pneumonia asiática (SARS) e foi especialmente útil durante o surto da doença, em 2003. Boa parte da produção de urucum do Brasil é exportada para a China, virando xarope. Teresinha foi homenageada pela Câmara de Indústria e Comércio Brasil-China pelo envio de três medicamentos para o combate à doençaː além do xarope de urucum, utilizado no tratamento da pneumonia, a tintura de assa-peixe, erva originária da Baixada Maranhense, para a amenização dos efeitos da diabetes; e a essência de cabacinha, para casos de congestão nasal.
Nos anos 1990, foi eleita, em Cuba, representante de Etnobotânica junto à América Latina, de 1990 a 1994.
Em 1983, teve um trabalho premiado no Congresso de Etnobotânica de Córdoba, na Espanha, por sua pesquisa junto aos indígenas canelas, após passar vários dias na aldeia no final dos anos 1970, selecionando e classificando 75 plantas que eram utilizadas para uso medicinal. O trabalho foi publicado pela Sociedade Botânica do Brasil.
Em 2019, foi realizada sessão especial de homenagem do Senado Federal à professora pela saúde da população carente e formação de novos farmacêuticos.
A professora foi membro fundadora da Academia Maranhense de Ciências, coordenou o Polo de Biotecnologia do Maranhão (MAR-BIO) e projetos de fitoterapia em comunidades carentes do Maranhão por meio do programa estadual Farmácia Viva, que tem 32 hortos implantados em órgãos estaduais, instituições de ensino, escolas, comunidades quilombolas e terreiros.

### Morte
Teresinha morreu aos 91 anos em São Luís por insuficiência respiratória após contrair uma pneumonia. Ela estava internada em estado grave em um hospital particular da capital havia uma semana após cair e bater a cabeça.

A professora foi casada por mais de 56 anos com o cirurgião-dentista piauiense Artur Nunes do Rêgo, com quem teve duas filhas, Tânia Maria Silva Rêgo, professora e doutoranda em música, e Telma Maria Silva Rêgo, professora de filosofia. 